# Fernando Pinho de Almeida
Fernando Pinho de Almeida, de seu nome completo Fernando Adolfo de Pinho Soares de Albergaria e Almeida (Lisboa, 14 de junho de 1908 - Leiria, 21 de agosto de 1991) foi um filósofo, ensaísta e professor de liceu português.

## Vida
Fernando Pinho de Almeida nasceu em Lisboa, filho de Luís Manuel Delehaye e Almeida e de Joana Curado de Pinho Soares de Albergaria. A família paterna era de origem francesa, enquanto que a materna tinha uma forte tradição leiriense: era neto de Diogo de Faria Pinho e Vasconcelos Soares de Albergaria e bisneto de Manuel José de Pinho Soares de Albergaria, 1º Barão do Salgueiro. Formou-se em 1931 em Ciências Físico-Químicas na Faculdade de Ciências da Universidade de Lisboa. Começou a sua carreira primeiro como professor no ensino privado, e mais tarde como professor de liceu em Guimarães, na Guarda, em Angra do Heroísmo, na Madeira, em Beja e Setúbal. 
Em 1957 regressa a Lisboa para dar aulas de física e química no Liceu Gil Vicente, onde era diretor do laboratório de física. Muitos dos seus alunos viriam a ser figuras marcantes da sociedade portuguesa contemporânea, como Carlos Monjardino (diretor da Fundação Oriente) e Carlos Matos Ferreira (antigo diretor do Instituto Superior Técnico), entre outros.
Paralelamente à sua atividade como professor, manteve sempre uma intensa atividade intelectual no âmbito da filosofia. Escreveu dois livros de filosofia, A essência da matéria e o sentido da vida  (Atlântida Editora, 1967) e A filosofia no século da ciência (Atlântida Editora, 1970) . Para além disso, escreveu também inúmeros ensaios e artigos em revistas, maioritariamente sobre filosofia, história da ciência, educação e o ensino em Portugal.
Casou em 1941 com Lucinette Madalena Rito Estrela de Pinho e Almeida, com quem teve três filhos: Jorge Estrela (pintor e historiador de arte), Maria de Fátima Estrela (bióloga) e Fernando Paulo de Pinho e Almeida (matemático e professor universitário). É avô da musicóloga Inês Thomas Almeida. 
Em sua homenagem existe desde abril de 2012 a Rua Doutor Fernando Pinho de Almeida, em Leiria, perto da casa onde viveu com a família.

## Obras publicadas
- A ESSÊNCIA DA MATÉRIA E O SENTIDO DA VIDA, Atlântida Editora, 1967
- A FILOSOFIA NO SÉCULO DA CIÊNCIA, Atlântida Editora, 1970

## Artigos e ensaios (seleção)
- Ciência e filosofia, 1962, Revista Labor, nº207-214
- A projectada reforma e o ensino liceal, 1971, Revista Labor, nº291 e nº292